# Ван Сяньчжи (каллиграф)
Ван Сяньчжи́ (кит. трад. 王獻之, упр. 王献之, пиньинь Wáng Xiànzhī, 344—386) — китайский каллиграф, художник, поэт и чиновник империи Цзинь, отец императрицы Аньси 安僖皇后 (Ван Шэнь’ай 王神愛, 384—412).

## Биография
Седьмой, младший сын Ван Сичжи, уже в 8 лет принимал участие в литературных вечерах отца в Павильоне орхидей. Как и отец, служил при дворе, поднявшись до должности главного канцлера. Кроме каллиграфии, занимался живописью, изображая по преимуществу животных и насекомых. Большинство работ дошли только в позднейших копиях.

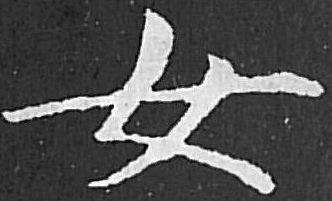
Образец каллиграфии Ван Сяньчжи